# Wordie Point
Der Wordie Point ist eine Landspitze im Südwesten von Visokoi Island im Archipel der Südlichen Sandwichinseln. Sie liegt 2,5 km südlich des Sulphur Point.
Wissenschaftler der britischen Discovery Investigations nahmen 1930 Vermessungen vor und benannten sie nach dem britischen Polarforscher und Geologen James Wordie (1889–1962), Teilnehmer an der Endurance-Expedition (1914–1917) unter der Leitung von Ernest Shackleton.